# شهرستان لینکلن (مونتانا)
شهرستان لینکلن، مونتانا (به انگلیسی: Lincoln County, Montana) یک سکونتگاه مسکونی در ایالات متحده آمریکا است که در ایالت مونتانا واقع شده‌است.

## خصوصیات
شهرستان لینکلن ۹٬۵۱۸٫۲۶ کیلومترمربع مساحت دارد.